# Komorane
Komorane es un pueblo ubicado en la municipalidad de Rekovac, en el distrito de Pomoravlje, Serbia.

## Superficie
Posee una superficie de 5,393 kilómetros cuadrados.

## Demografía
Hasta 2011 la población era de 184 habitantes, con una densidad de población de 34,12 habitantes por kilómetro cuadrado.